# Muscolo vasto intermedio
Nell'anatomia umana il muscolo vasto intermedio è un muscolo che fa parte dei muscoli anteriori della coscia ed è uno dei 4 muscoli del quadricipite femorale.

## Anatomia
Origina dal labbro laterale della linea aspra e dai due terzi prossimali della superficie antero laterale del femore per poi inserirsi inferiormente alla rotula attraverso il tendine del quadricipite (dalla rotula poi proseguirà il tendine rotuleo che si inserirà alla tuberosità tibiale).
Si trova fra il muscolo vasto laterale ed il muscolo vasto mediale, è innervato grazie al nervo femorale.
Gli altri muscoli che compongono il muscolo quadricipite femorale sono:
- Muscolo retto femorale
- Muscolo vasto laterale
- Muscolo vasto mediale

## Funzioni
Grazie alla sua azione si riesce a stendere la gamba.